# Las Tetas de María Guevara
Las Tetas de María Guevara son un monumento natural que está constituido por dos cerros gemelos ubicados en el medio de la isla de Margarita, cerca de la laguna La Restinga, en el municipio Tubores del estado Nueva Esparta, al noreste de Venezuela.
Estas colinas sirven de punto de referencia a los pescadores locales. Fueron declaradas monumento natural en 1974. La colina del oeste, la más alta, está a solo 75 metros de altura, pero se destacan en los alrededores de una árida llanura plana y son fácilmente visibles desde el ferry.

## Etimología
Todas las leyendas coinciden en que estas colinas en forma de senos, fueron llamadas así en honor a una mujer empresaria de Cumaná llamada María Guevara. 
Diferentes teorías e historias, afirman que María Guevara, quién residía en la isla de Margarita, «no era mujer de senos desarrollados». Los pescadores cuando se acercaban a la costa de regreso de sus tareas o de un viaje por las cercanías, al ver los dos cerros semejantes a los senos de mujer, de forma irónica  exclamaban: «ahí están las tetas de la doña» o «ya se distinguen la tetas de la doña», por no decir directamente «las tetas de María Guevara» como ya todos decían en el poblado.

## Descripción
El lugar fue declarado monumento el 27 de febrero de 1974, ocupando una superficie de 1.670 hectáreas e incluye en su interior tres lagunas costeras rodeadas de manglares conocidas como Boca de Pala, Laguna de Raya y Laguna de Punta de Piedra.
El monumento no cuenta con gran variedad de especies animales, y apenas se pueden observar lagartijas, conejos, culebras cascabel y corales.
Aproximadamente, cada cerro mide 135 metros de altura.